# Sinagoga d'Eisenmann
La Sinagoga d'Eisenmann (en neerlandès: Eisenman Synagoge) és una sinagoga històrica a Anvers, Bèlgica. Va ser construïda per Jacob Eisenmann en l'any 1907 i és l'única sinagoga a la ciutat d'Anvers que va sobreviure a l'Holocaust jueu i l'ocupació nazi de Bèlgica. Jacob (Jacques) Samuel Eisenmann va néixer a Frankfurt del Main, l'any 1884 es va traslladar a Anvers, on va establir una empresa dedicada a la importació de fruites seques i fibres industrials del Congo Belga. Era un home de negocis molt reeixit i amb fama d'haver estat relacionat amb rei Leopold II de Bèlgica.